# گنک (فیروزآباد)
گنک (در انگلیسی gonak) روستایی در بخش میمند شهرستان فیروز آباد قرار دارد و براساس نتایج سرشماری نفوس و مسکن سال ۱۳۹۰، جمعیت آن ۱۰۲۱ نفر (۴۳۱خانوار) بوده‌است.
فاصلهٔ گنک از مرکز استان یعنی شهر شیراز ۱۰۳ کیلومتر از مرکز شهرستان یعنی شهر فیروز آباد ۵۵ کیلومتر و از شهر جهرم هم ۱۰۵ کیلومتر می‌باشد.
گنک روستایی کوهپایه‌ای است که در شمال آن کوه‌های چاه بید قرار دارند و جهات دیگر آن دشت وسیعی است که از شمال غرب به کوه سپیدار، از سمت جنوب به کوه پادانا و در سمت شرق به کوه پودنک منتهی می‌شود.
موقعیت گنک با همسایگانش بدین صورت است که از غرب با شهر میمند (۸ کیلومتر)، از جنوب با روستای صحراسفید (۳ کیلومتر)، سمت شرق با روستای پرزیتون (۳ کیلومتر)، از شمال شرق با روستای آبگل (۵ کیلومتر) و از شمال غرب با روستای تنگریز (۴ کیلومتر) همسایه است.
این روستا دارای زیرساختهای طبیعی-تاریخی و گردشگری بسیاری است، از همین رو در دور دوم سفرهای استانی دولت نهم، به عنوان منطقه ویژه گردشگری شناخته شد.
امامزاده شاه عطاالله یکی از قدیمی‌ترین مکانهای سیاحتی زیارتی روستای گنک است. همچنین از دیگر مناطق قدیمی این روستا می‌توان به خرابه‌های سه قلعه قدیمی، آب و کوه‌های چاهبید، دالان طولانی و تاریک معروف به دّلون نام برد. گنک از کهن‌ترین روستاهای بخش میمند است و به عنوان روستایی با ۱۲۰۰ نفر جمعیت و راه مالرو یاد شده‌است.
از راه‌های امرار معاش عامه مردم کشاورزی، باغداری، گلیم بافی و بعضاً دامداری است، و از جمله درختان و حبوبات می‌توان به این موارد اشاره کرد: گردو، بادام، انگور، انجیر، گل محمدی و نسترن، گندم، جو، عدس، برنج، نخود و…، البته در این روستا بخاطر نوع اقلیم و جغرافیای منطقه، انواع درختان سردسیری و گرمسیری کاشته می‌شود.
پوشش دهی آنتن موبایل و اینترنت در روستای گنک بسیار ضعیف بوده و دو سوم شمالی روستا فاقد اینترنت موبایل هستند.
سطح سواد مردم روستا طبق «اطلس اشتغال روستایی شهرستان فیروزآباد» %۹۵ است.